# 鶴丈一郎
鶴 丈一郎（つる じょういちろう、1858年12月7日（安政5年11月3日） - 1926年（大正15年）11月28日）は、明治から大正時代の司法官。大審院判事。

## 経歴
肥前佐賀出身。鶴千左衛、千賀子の子。先代ひでの養子となり、1884年（明治17年）家督を相続する。司法省法学校を卒業し、神戸、広島、鳥取、大阪各地方裁判所検事を経て、1898年（明治31年）大審院判事に任じた。大逆事件の裁判長として知られる。

## 親族
- 義祖父(又は義伯父-養妹)：川田甕江(川田剛) (漢学者 山田方谷門下 錦鶏間祗候 東宮侍講、宮中顧問官、古事類苑編修総裁、諸陵頭、東京帝国大学教授、華族女学校校長、斯文学会講師、帝室博物館理事、貴族院議員)
- 義父：四屋恒之（漢学者 太政官歴史課編修官、元老院書記官、文官普通試験委員、帝国大学・華族女学校・斯文学会講師）
- 義母：四屋クラ（川田甕江(川田剛) 養妹）
- 義姉：松室コト（四屋恒之 長女、松室致の妻）
- 妻：鶴テイ（四屋恒之 娘）
- 三男：鶴友彦（台湾総督府官僚、澎湖庁長、海軍司政長官）[4]
- 子：鶴為彦（台湾総督府官僚、陸軍司政官）[4]